# Rock Me (Melanie C)
Rock Me è un singolo della cantante pop rock britannica Melanie C, pubblicato il 24 giugno 2011 in Germania, Svizzera e Austria e il 26 giugno in tutto il mondo su iTunes. È il primo singolo estratto dal quinto album dell'artista, The Sea, pubblicato il 2 settembre successivo.
Il brano è stato scritto dalla stessa cantante in collaborazione con Dave Roth e David Jost. Prodotta da Dave Roth e Andy Chatterley, è la sigla ufficiale dei mondiali di calcio femminili per l'emittente televisiva tedesca ZDF.
Il singolo contiene la b-side Stop This Train.

## Tracce
CD-Single (Red Girl 505249868502 (Warner) / EAN 5052498685028)
1. Rock Me
2. Stop This Train

## Classifiche
| Paese    | Posizione massima |
| -------- | ----------------- |
| Germania | 38                |